# Winterschneidbach
Winterschneidbach (fränkisch: Winderschnaba) ist ein Gemeindeteil der kreisfreien Stadt Ansbach (Mittelfranken, Bayern). Winterschneidbach liegt in der Gemarkung Claffheim.

## Geografie
Südlich des Dorfs fließt das Winterschneidbächlein, ein rechter Zufluss des Irrebachs, der wiederum ein linker Zufluss der Altmühl ist. Im Nordwesten liegt der Gemeindewald, im Nordosten das Buckfeld, 0,5 km östlich das Mühlfeld, 0,5 km südlich das Klingenfeld.
Die Kreisstraße ANs 1/AN 1 führt nach Oberrammersdorf (2,5 km östlich) bzw. zur B 13 (1,3 km westlich). Gemeindeverbindungsstraßen führen nach Gösseldorf (1,2 km nordöstlich) und Nehdorf zur B 13 (1 km südlich).

## Geschichte
Im Jahre 911 wurde von König Konrad I. auf dem Reichstag zu Forchheim beschlossen, Wenden aus dem Maingebiet dem St. Gumbertuskloster Ansbach zuzuweisen. Diese wurden im 10. Jahrhundert in einem Ring um Ansbach angesiedelt. Die erste urkundliche Erwähnung dieses Ortes datiert aus dem Jahre 1324 als „Windischensneitbach“. Am Bestimmungswort Windischen ist eindeutig erkennbar, dass der Ort eine Wendensiedlung war. Ursprünglich gehörte Winterschneidbach wie Claffheim zur Urpfarrei Sachsen.
Das Kloster Heilsbronn erwarb 1556 dort durch Tausch mit Hans Arnold von Seckendorf vier Anwesen. Im 16-Punkte-Bericht des heilsbronnischen Vogtamts Merkendorf aus dem Jahr 1616 wurden für „Windischen Schnaibach“ 2 Halbhöfe und 1 Gut angegeben, die dem Verwalteramt Merkendorf unterstanden. Die Anwesen anderer Grundherren wurden nicht aufgelistet. 1633/34 während des Dreißigjährigen Kriegs starben alle vier heilsbronnischen Gutsbesitzer des Ortes. Zwei Höfe brannten ab und auch die beiden anderen Höfe verödeten.
Im 16-Punkte-Bericht des Fürstentums Ansbach von 1684 wurden für Winterschneidbach 12 Mannschaften verzeichnet, die folgende Grundherren hatten: das Hofkastenamt Ansbach (4 Anwesen), das Stiftsamt Ansbach (5), die Reichsstadt Windsheim (2) und das eichstättische Kastenamt Herrieden (1). Das Hochgericht und die Dorf- und Gemeindeherrschaft übte das brandenburg-ansbachische Hofkastenamt Ansbach aus.
Gegen Ende des 18. Jahrhunderts gab es in Winterschneidbach 14 Untertansfamilien, von denen 11 ansbachische Ämter als Grundherrn hatten. Von 1797 bis 1808 unterstand der Ort dem Justiz- und Kammeramt Ansbach. Im Geographischen statistisch-topographischen Lexikon von Franken (1804) wird der Ort folgendermaßen beschrieben: „Windischschneidbach, nach Leonhardi Winterschneidbach, ist ein 14 Unterthanen starker Weiler im Kammeramte Ansbach, liegt 2 Stunden östlich von Herrieden über Burgoberbach hinaus, 3 Güter allda kamen von dem Herrn von Seckendorf in Eichstätt von wegen Bechhofen an Eichstätt und gehören nun zum oberländischen Ober- und Stadtvogteyamte Wahrberg Herrieden.“
Im Rahmen des Gemeindeedikts wurde Winterschneidbach dem 1808 gebildeten Steuerdistrikt Großbreitenbronn und der wenig später gegründeten Ruralgemeinde Großbreitenbronn zugeordnet. Mit dem Zweiten Gemeindeedikt (1818) wurde Winterschneidbach nach Burgoberbach umgemeindet. 1821/22 unternahm das Landgericht Ansbach Anstrengungen, die dem Herriedener Landgericht unterstehenden Orte Claffheim, Hohe Fichte, Seebronn und Winterschneidbach sich einzuverleiben, was jedoch am fehlenden Interesse der betroffenen Orte scheiterte. Spätestens 1846 wurde Winterschneidbach nach Claffheim umgemeindet.
Als 1859 eine Bahnstrecke von Ansbach nach Gunzenhausen gebaut wurde (die jetzige Bahnstrecke Treuchtlingen–Würzburg), erhielt Winterschneidbach einen eigenen Bahnhof, der sich zur wichtigsten Viehverladestation im Bereich Ansbach entwickelte. Winterschneidbach bekam auch eine eigene Poststelle mit der Postleitzahl 8802. Mittlerweile wurden der Bahnhof und die Poststelle aufgelöst.
Am 1. Juli 1972 wurde Winterschneidbach im Zuge der Gebietsreform in Bayern nach Ansbach eingegliedert.

## Einwohnerentwicklung
| Jahr      | 001818 | 001840 | 001861 | 001871 | 001885 | 001900 | 001925 | 001950 | 001961 | 001970 | 001987 |
| Einwohner | 108    | 125    | 120    | 133    | 132    | 123    | 144    | 196    | 148    | 182    | 132    |
| Häuser    | 19     | 19     |        |        | 22     | 26     | 26     | 27     | 26     |        | 35     |
| Quelle    | [ 16 ] | [ 13 ] | [ 17 ] | [ 18 ] | [ 19 ] | [ 20 ] | [ 21 ] | [ 22 ] | [ 23 ] | [ 24 ] | [ 1 ]  |

## Religion
Der Ort ist seit der Reformation evangelisch-lutherisch geprägt und bis heute nach St. Bartholomäus (Brodswinden) gepfarrt. Die Einwohner römisch-katholischer Konfession sind nach St. Nikolaus (Burgoberbach) gepfarrt.